# Ngựa Mecklenburg
Ngựa Mecklenburg là một giống ngựa máu nóng (warmblood) được nuôi trong khu vực Mecklenburg-Vorpommern ở đông bắc nước Đức. Sự sinh sản của những con ngựa này đã có mối liên kết chặt chẽ với Trại giống ngựa nhà nước của Redefin. Trong lịch sử chịu ảnh hưởng của máu ngựa Ả Rập và Ngựa Thuần Chủng (Thoroughbred), ngựa Mecklenburg ngày nay là một môn thể thao cưỡi ngựa và kéo xe tương tự như những con ngựa Hà Lan láng giềng. Chúng được lai tạo với các tiêu chuẩn tương tự như các con ngựa máu nóng khác của Đức, và đặc biệt thích hợp cho ăn bận và trình diễn nhảy, mặc dù chúng được sử dụng để kết hợp kéo xe, tổ chức sự kiện và thể hiện sự thi đấu của thợ săn.
Ngựa Mecklenburg được nhân giống như một con ngựa cưỡi và ngựa thể thao từ năm 1970. Ngựa Mecklenburg hiện đại được xác định tốt nhất bởi sự hiện diện của thương hiệu của khu vực trên hông trái, mà là ở dạng chữ "M" đứng đầu với một vương miện cách điệu. Màu lông và hoa văn không phải là một phần của tiêu chuẩn, nhưng hầu hết các loại Mecklenburger đều được đánh dấu vừa phải. Giống như các loại ngựa máu nóng (Warmbloods) khác của Đức, chiều cao lý tưởng cho ngựa Mecklenburgers là từ 15,3 đến 17 gang tay (63 và 68 inch, 160 và 173 cm) tại các điểm đến vai. 